# Le Singe bleu
Pour le cercopithèque, voir Singe bleu.
Le Singe bleu est la neuvième histoire de la série Spirou et Fantasio de Rob-Vel. Elle est publiée pour la première fois dans Spirou du no 22/42 au no 33/42.